# Unteres Wuppertal
Das Untere Wuppertal ist eine naturräumliche Einheit mit der Nummer 338.04 und gehört zu der übergeordneten naturräumliche Haupteinheit 338.0 (Mittelbergische Hochflächen).
Das Untere Wuppertal umfasst laut dem Handbuch der naturräumlichen Gliederung Deutschlands das Tal der Wupper zwischen Solingen-Burg an der Wupper auf 100 m Höhe und Leichlingen-Balken auf 60 m Höhe. Der zunächst in Ost-West-Richtung verlaufende Fluss bewirkt eine Abdachung quer zu dem von West-Süd-West nach Ost-Nord-Ost streichenden Gebirgen des Rheinischen Schiefergebirges im Süden und der höheren rheinischen Terrassen im Norden. Der Höhenunterschied beträgt 200 m zu den benachbarten Höhenflächen und zu den Terrassen 100 bis 150 m. Das V-förmige Tal der Wupper erreicht bei Friedrichsaue eine Tiefe von 100 m und besitzt eine wechselnd schmale Talsohle. Ab dort weitet sich das Tal auch kastenförmig auf bis zu 500 m Breite auf. Bei Haasenmühle wechselt die Fließrichtung nach Südwest und bei dem Müllerhof nach Süden. Im Tal bildet die Wupper Mäander.
Die Talhänge sind steilwandig, flachgründig und bewaldet. Geologisch bestehen sie aus Schiefern, Sandsteinen und Grauwacken. Auf der Talsohle befinden sich Wiesen und Weiden, ab dem Südwestknick auch Ackerflächen und Obstanbaugebiete. Eine durchgehende Talstraße ist nur auf dem Abschnitt zwischen Haasenmühle und Leichlingen vorhanden. Im schmalen Solinger Bereich des Wuppertals sind hauptsächlich kleinere Weiler zu finden, während sich der gesamte Ortskern Leichlingens in einem stark aufgeweiteten Talabschnitt befindet. Die Wasserkraft der Wupper wurde für zahlreiche Schleifkotten genutzt.

## Orte im Naturraum (den Flusslauf folgend)
- Burg an der Wupper (Ortsteil Unterburg)
- Strohn
- Glüder
- Balkhauser Kotten
- I., II., III. Balkhausen
- Wüstenhof
- Wupperhof
- Heiler Kotten
- Obenrüden
- Untenrüden
- Fähr
- Rödel
- Friedrichstal
- Friedrichsaue
- Leysiefen
- Wipperkotten
- Wippe
- Wipperaue
- Haus Nesselrath
- Haasenmühle
- Nesselrath
- Horn
- Kradenpuhl
- Müllerhof
- Unterberg
- Leichlingen (Ortskern)
- Balken